# Mothusi Magano
Mothusi Magano (ur. 26 marca 1979 w Phokeng, RPA) – południowoafrykański aktor filmowy, teatralny i telewizyjny. Znany m.in. z serialu TV The Lab i obrazu Tsotsi, zdobywcy Oscara dla najlepszego filmu nieanglojęzycznego.
Studiował w Wits School of Dramatic Art w Johannesburgu. W 2014 został nagrodzony African Movie Academy Awards (AMAA) za pierwszoplanową rolę w filmie Nieposzlakowana opinia (Of Good Report). 

## Wybrana filmografia
- 2004 – Hotel Ruanda jako Benedict
- 2005 – Tsotsi jako Boston
- 2006–2009 – The Lab (serial TV) jako Charles „Mingus” Khathi
- 2013 – Nieposzlakowana opinia (Of Good Report) jako Parker Sithole
- 2017 – Numer (The Number) jako Magadien Wentzel
- 2017 – Stillborn jako Melumzi JX2
- 2021 – Jestem wszystkimi dziewczynami (I Am All Girls) jako kapitan George Mululeki
- 2022 – Dziki wiatr (Wild Is the Wind) jako Vusi Matsoso